# Карчовиська
Карчовиська (пол. Karczowiska, нім. Neurode) — село в Польщі, у гміні Любін Любінського повіту Нижньосілезького воєводства.
Населення — 349 осіб (2011).
У 1975-1998 роках село належало до Легницького воєводства.

## Демографія
Демографічна структура станом на 31 березня 2011 року:
|          | Загалом | Допрацездатний вік | Працездатний вік | Постпрацездатний вік |
| -------- | ------- | ------------------ | ---------------- | -------------------- |
| Чоловіки | 177     | 39                 | 133              | 5                    |
| Жінки    | 172     | 34                 | 112              | 26                   |
| Разом    | 349     | 73                 | 245              | 31                   |